# Cyrioctea raveni
Cyrioctea raveni är en spindelart som beskrevs av Norman I. Platnick och Griffin 1988. Cyrioctea raveni ingår i släktet Cyrioctea och familjen Zodariidae.
Artens utbredningsområde är Queensland. Inga underarter finns listade i Catalogue of Life.